# Alliansring

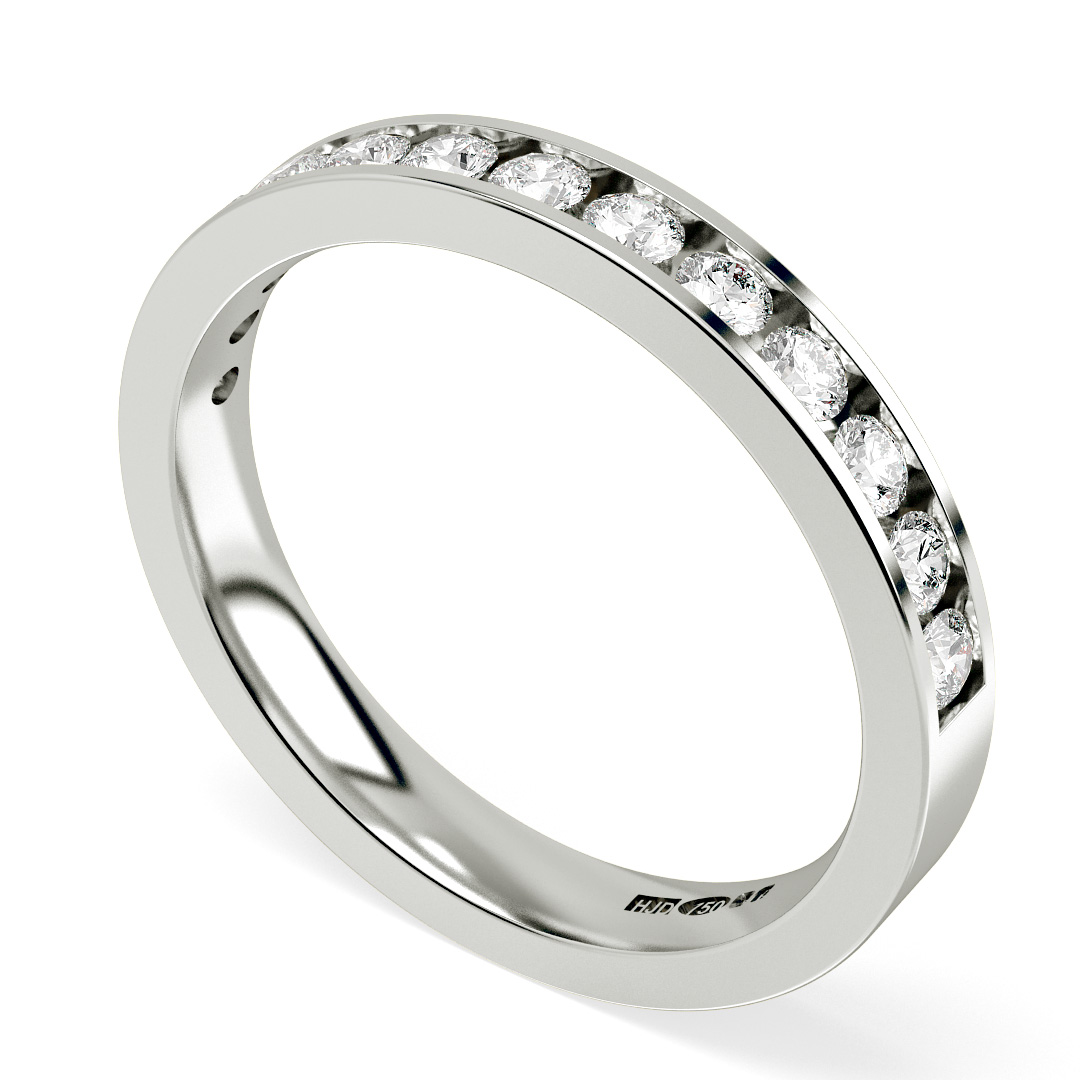
Alliansring

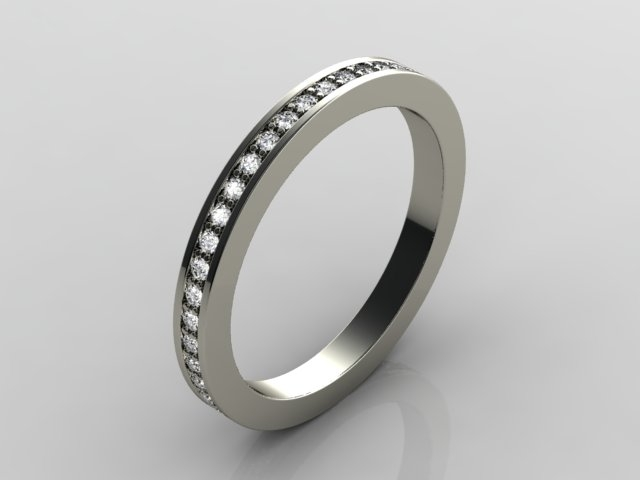
Eternity ring (alliansring)

Alliansring är en fingerring av guld eller platina som helt eller delvis täcks av jämnstora diamanter, ofta slipade som briljanter. Ringtypen kom till Sverige runt 1930 som ett alternativ till den tidens vigselring som då mestadels var en slät guldring . Numera är alliansringen att se som en modell bland flera för vigselring och förlovningsring.
När ringen har stenar runt hela ringen kallas den även eternity ring. Denna symboliserar evig kärlek och gavs/ges oftast vid jubileum.